# Kreis Eisenberg
| Basisdaten                         | Basisdaten                                   |
| ---------------------------------- | -------------------------------------------- |
| Bezirk der DDR                     | Gera                                         |
| Kreisstadt                         | Eisenberg                                    |
| Fläche                             | 242 km² (1989)                               |
| Einwohner                          | 33.316 (1989)                                |
| Bevölkerungsdichte                 | 138 Einwohner/km² (1989)                     |
| Kfz-Kennzeichen                    | N (1953–1990) NA (1974–1990) EIS (1991–1995) |
|                                    |                                              |
| Der Kreis Eisenberg im Bezirk Gera |                                              |

Der Kreis Eisenberg war ein Landkreis im Bezirk Gera der DDR. Von 1990 bis 1994 bestand er als Landkreis Eisenberg in Thüringen fort. Sein Gebiet liegt heute im Saale-Holzland-Kreis in Thüringen. Der Sitz der Kreisverwaltung befand sich in Eisenberg.

## Geographie

### Lage
Der Kreis Eisenberg lag zwischen Jena und Gera. Hinsichtlich der Fläche war Eisenberg der zweitkleinste Kreis im Bezirk.

### Nachbarkreise
Der Kreis Eisenberg grenzte im Uhrzeigersinn im Norden beginnend an die Kreise Naumburg, Zeitz, Gera-Land, Stadtroda und Jena-Land.

### Naturraum
Das Kreisgebiet hatte Anteil an zwei großen Naturräumen. Die Nordhälfte, die fast bis an die Kreisstadt heranreicht, gehört zum Sächsischen Hügelland (Altenburg-Zeitzer-Lößgebiet), die Südhälfte zu den Thüringer Becken- und Randplatten (Saale-Elster-Sandsteinplatte und Ilm-Saale- und Ohrdrufer Platte). Mit 337 m lag östlich von Bürgel nahe an der Grenze zum Kreis Stadtroda auf der Saale-Elster-Sandsteinplatte die höchste Erhebung des Kreises. Nur kleine unbedeutende Flüsschen, die entweder in die Weiße Elster oder die Saale mündeten, durchzogen den Kreis. Es gab zwei Naturschutzgebiete: Poxdorfer Hang bei Poxdorf (10 ha) und An den Ziegenböcken bei Bad Klosterlausnitz (34 ha).

## Geschichte
Durch das Gesetz über die weitere Demokratisierung des Aufbaus und der Arbeitsweise der staatlichen Organe in den Länder in der Deutschen Demokratischen Republik vom 23. Juli 1952 kam es in den noch bestehenden fünf Ländern der DDR zu einer umfangreichen Kreisreform. So wurden am 25. Juli 1952 die Länder aufgelöst und 14 Bezirke eingerichtet. Hierbei wurden traditionelle Kreise aufgelöst oder in kleinere Kreise gegliedert, wobei es auch über die Grenzen der ehemaligen 5 Länder hinweg zu Gebietsänderungen kam. Der Kreis Eisenberg wurde aus Gemeinden der Landkreise Jena (Thüringen) und Zeitz (Sachsen-Anhalt) gebildet. Der Kreis wurde dem Bezirk Gera zugeordnet, Kreissitz wurde die Stadt Eisenberg.
Folgende 49 Gemeinden bildeten ab 25. Juli 1952 den neuen Kreis:
- 43 Gemeinden aus dem Landkreis Jena:

Ahlendorf, Aubitz, Buchheim, Bürgel, Döllschütz, Dothen, Droschka, Eisenberg, Etzdorf, Gösen,  Graitschen a.d. Höhe, Graitschen bei Bürgel, Hainchen, Hainspitz, Hartmannsdorf, Hetzdorf, Hohendorf, Kischlitz, Königshofen, Kursdorf, Lucka b. Bürgel, Mertendorf, Nausnitz, Petersberg, Poppendorf, Poxdorf, Rauda, Rauschwitz, Rockau, Rodigast, Saasa, Seifartsdorf, Serba, Taupadel, Tautenhain, Thalbürgel, Thiemendorf, Thierschneck, Törpla, Tünschütz, Walpernhain, Weißenborn und Wetzdorf.
- 6 Gemeinden aus dem Landkreis Zeitz

Kämmeritz (mit Launewitz und Willschütz), Krossen/Elster (Umbenennung 1991 in: Crossen an der Elster), Lindau (mit Helmsdorf und Rudelsdorf), Nautschütz (mit Böhlitz und Pratschütz), Schkölen und Silbitz.
- Mit Wirkung ab 4. Dezember 1952 kam noch die Gemeinde Beulbar-Ilmsdorf aus dem Kreis Stadtroda hinzu.

Durch Zusammenschlüsse bzw. Eingliederungen sank die Zahl der Gemeinden in den Folgejahren auf 28 bei Auflösung des Kreises Ende Juni 1994:
- 1. Januar 1957 Ausgliederung von Großhelmsdorf aus Lindau
- 20. Juni 1957 Eingliederung von Kämmeritz in Hainchen
- 1. Januar 1958 Zusammenschluss von Lucka und Rodigast zu Rodigast-Lucka
- 27. Mai 1964 Eingliederung von Saasa in die Stadt Eisenberg
- 1. Januar 1965 Eingliederung von Poppendorf in Dothen
- 1. Januar 1974 Eingliederung von Tünschütz in Dothen
- 1. Januar 1974 Eingliederung von Kischlitz in Petersberg
- 1. Januar 1974 Eingliederung von Döllschütz in Rauschwitz
- 1. Januar 1976 Eingliederung von Aubitz in Petersberg
- 8. März 1994 Eingliederung von Kursdorf in die Stadt Eisenberg
- 25. März 1994 Eingliederung von Ahlendorf in Crossen an der Elster
- 9. April 1994 Eingliederung von Beulbar-Ilmsdorf, Droschka, Hetzdorf, Hohendorf, Taupadel und Thalbürgel in die Stadt Bürgel
- 9. April 1994 Zusammenschluss von Buchheim, Etzdorf, Großhelmsdorf, Königshofen, Lindau, Thiemendorf und Törpla zur Gemeinde Heideland

Am 17. Mai 1990 wurde der Kreis in Landkreis Eisenberg umbenannt. Zur Wiedervereinigung wurde der Kreis durch das Ländereinführungsgesetz dem wiedergegründeten Land Thüringen zugesprochen. Bei der Thüringer Kreisreform wurde er am 1. Juli 1994 in den Saale-Holzland-Kreis eingegliedert.

### Einwohnerentwicklung
| Jahr      | 1960   | 1971   | 1981   | 1989   |
| Einwohner | 37.087 | 35.271 | 34.011 | 33.316 |

## Wirtschaft
Landwirtschaft und Industrie waren im Kreis gleichermaßen bedeutsam. Im Norden war Schkölen der Mittelpunkt eines Landwirtschaftsgebietes mit einer auf Tierproduktion spezialisierten LPG und einem auf Pflanzenproduktion spezialisierten Volkseigenen Gut. Das Früchteverarbeitungswerk in Schkölen verarbeitete einen großen Teil der landwirtschaftlichen Produkte der Umgebung. Auch einige in früherer Zeit bedeutsame Handwerks- und Industriezweige hatten sich bis heute erhalten bzw. vergrößern können. So wurde in Bürgel Töpferei betrieben. In Eisenberg wurden Porzellan, Möbel und Klaviere hergestellt.

Wichtige Betriebe waren unter anderem:
- VEB Spezialkombinat Porzellan Eisenberg
- VEB Möbelkombinat Eisenberg
- VEB Dichtungswerk Schkölen
- VEB Früchteverarbeitung Schkölen
- VEB Polstergestellfabrik Bürgel

## Verkehr
Es gab nur zwei relativ kurze Eisenbahnstrecken in diesem Kreis. Von der Kreisstadt Eisenberg nach Osten verlief eine Linie (Krossen–Eisenberg), die bei Hartmannsdorf auf die Strecke traf, die u. a. Zeitz mit Gera (Leipzig–Krossen–Gera) verband. Die von Süden nach Norden über das Hermsdorfer Kreuz (Kreis Stadtroda) und das Schkeuditzer Kreuz (bei Leipzig) führende Berliner Ring–Hirschberg (Transitautobahn) sowie die von Westen nach Osten durch Eisenberg verlaufende F 7 waren wichtige überregionale Straßenverbindungen.

## Bevölkerungsdaten der Städte und Gemeinden
Bevölkerungsübersicht aller 43 Gemeinden des Kreises, die 1990 in das wiedergegründete Land Thüringen kamen.
| AGS      | Gemeinde             | Einwohner  | Einwohner  | Fläche (ha) |
| AGS      | Gemeinde             | 03.10.1990 | 31.12.1990 | 31.12.1990  |
| 16017010 | Ahlendorf            | 78         | 78         | 213         |
| 16017030 | Beulbar-Ilmsdorf     | 187        | 192        | 360         |
| 16017040 | Buchheim             | 234        | 236        | 488         |
| 16017050 | Bürgel, Stadt        | 1.704      | 1.694      | 481         |
| 16017070 | Dothen               | 422        | 414        | 1.496       |
| 16017080 | Droschka             | 187        | 186        | 145         |
| 16017090 | Eisenberg, Stadt     | 12.566     | 12.499     | 2.090       |
| 16017100 | Etzdorf              | 367        | 363        | 495         |
| 16017110 | Gösen                | 237        | 232        | 313         |
| 16017120 | Graitschen a.d. Höhe | 140        | 140        | 618         |
| 16017130 | Graitschen b. Bürgel | 375        | 375        | 460         |
| 16017140 | Großhelmsdorf        | 289        | 296        | 634         |
| 16017150 | Hainchen             | 307        | 302        | 444         |
| 16017160 | Hainspitz            | 715        | 714        | 525         |
| 16017170 | Hartmannsdorf        | 1.285      | 1.280      | 163         |
| 16017180 | Hetzdorf             | 106        | 106        | 254         |
| 16017190 | Hohendorf            | 113        | 113        | 378         |
| 16017210 | Königshofen          | 729        | 724        | 1.011       |
| 16017220 | Krossen/Elster       | 2.329      | 2.311      | 861         |
| 16017230 | Kursdorf             | 203        | 205        | 396         |
| 16017240 | Lindau               | 343        | 334        | 557         |
| 16017250 | Mertendorf           | 192        | 189        | 378         |
| 16017260 | Nausnitz             | 58         | 59         | 142         |
| 16017270 | Nautschütz           | 290        | 291        | 898         |
| 16017280 | Petersberg           | 287        | 282        | 840         |
| 16017290 | Poxdorf              | 107        | 107        | 407         |
| 16017300 | Rauda                | 435        | 431        | 309         |
| 16017310 | Rauschwitz           | 284        | 290        | 876         |
| 16017320 | Rockau               | 340        | 337        | 544         |
| 16017330 | Lucka                | 112        | 111        | 353         |
| 16017340 | Schkölen, Stadt      | 1.659      | 1.654      | 907         |
| 16017350 | Seifartsdorf         | 160        | 157        | 747         |
| 16017360 | Serba                | 863        | 860        | 707         |
| 16017370 | Silbitz              | 689        | 680        | 372         |
| 16017380 | Taupadel             | 77         | 81         | 250         |
| 16017390 | Tautenhain           | 1.771      | 1.781      | 891         |
| 16017400 | Thalbürgel           | 529        | 526        | 494         |
| 16017410 | Thiemendorf          | 214        | 213        | 453         |
| 16017420 | Thierschneck         | 119        | 118        | 274         |
| 16017430 | Törpla               | 112        | 110        | 106         |
| 16017450 | Walpernhain          | 231        | 229        | 475         |
| 16017460 | Weißenborn           | 1.049      | 1.051      | 1.004       |
| 16017470 | Wetzdorf             | 235        | 237        | 424         |
| 16017000 | Landkreis Eisenberg  | 32.729     | 32.588     | 24.233      |

## Kfz-Kennzeichen
Den Kraftfahrzeugen (mit Ausnahme der Motorräder) und Anhängern wurden von etwa 1974 bis Ende 1990 dreibuchstabige Unterscheidungszeichen, die mit dem Buchstabenpaar NA begannen, zugewiesen. Die letzte für Motorräder genutzte Kennzeichenserie war NZ 01-01 bis NZ 05-00.
Anfang 1991 erhielt der Landkreis das Unterscheidungszeichen EIS. Es wurde bis zum 31. Januar 1995 ausgegeben. Seit dem 29. November 2012 ist es im Saale-Holzland-Kreis erhältlich.